# Tiền tệ Việt Nam thời Hồ
Tiền tệ Việt Nam thời Hồ phản ánh những vấn đề liên quan tới tiền tệ lưu thông vào thời nhà Hồ (1400-1407) trong lịch sử Việt Nam.

## Tiền trong đời sống kinh tế - xã hội
Khác với các triều đại trước ban hành tiền kim loại để tiêu dùng trong dân, nhà Hồ áp dụng tiền giấy "Thông Bảo hội sao". Việc ban hành tiền giấy được Hồ Quý Ly thực hiện khi ông nắm thực quyền trong triều đình nhà Trần và đã cho ban hành ngay từ năm 1396 thời Trần Thuận Tông. Sang thời Hồ, chính sách tiền tệ này tiếp tục được Hồ Quý Ly và Hồ Hán Thương thực hiện.
Việc Hồ Quý Ly dùng tiền giấy trong nước được lý giải trên nhiều nguyên nhân:
1. Từ khi có ý định giành ngôi nhà Trần, Hồ Quý Ly đã dự liệu phải chống lại sự can thiệp của nhà Minh, do đó ông chủ trương thu gom đồng để đúc vũ khí và dùng tiền giấy để tập trung tài nguyên cho quân sự.
2. Tiền đồng trong kho của triều đình đã cạn, hai núi Thiên Kiện và Khuấn Mai bị lở, bít kín cửa hang nơi Trần Nghệ Tông đã chôn giấu tiền khi chạy nạn Chiêm Thành đánh ra Bắc.
3. Hồ Quý Ly thực sự muốn thực hiện cải cách tiền tệ, một trong những mặt đời sống xã hội mà ông đã làm như văn hóa, giáo dục, ruộng đất.

Tuy nhiên, việc dùng tiền giấy không được sự ủng hộ của dân chúng và nhà Hồ đã thất bại trong cuộc cải cách tiền tệ này. Lý do quan trọng nhất là tiền Thông bảo hội sao của nhà Hồ không được đảm bảo bằng tiền đồng.
Khi tiền giấy đã in xong, hạ lệnh cho dân được đem tiền thực đổi lấy tiền giấy: cứ một quan tiền thực chất đổi lấy tiền giấy một quan hai tiền. Triều đình đặt ra quy định bắt buộc phải dùng tiền giấy không được dùng tiền đồng, bao nhiêu tiền đồng đều nộp vào quan. Nếu người nào làm giả tiền giấy hoặc tàng trữ riêng hoặc tiêu dùng riêng thì phải tội tử hình.
Đương thời bên Trung Quốc thời nhà Minh cai trị, tiền giấy đã quen thuộc với người Trung Quốc và tiền giấy có thể mang đổi ra tiền đồng truyền thống nhưng tiền giấy Đại Việt đương thời không được chuyển đổi ra tiền đồng. Điều này khiến người dân không tin tưởng vào đồng tiền giấy mà họ bị bắt buộc phải sử dụng.
Sau này sử gia Phan Huy Chú cũng phê phán chính sách tiền tệ của Hồ Quý Ly như sau:
Giấy sao chỉ là miếng giấy vuông chừng 1 thước, chỉ đáng giá năm ba đồng tiền, mà đem đổi lấy những vật giá năm sáu trăm đồng của người ta, đã không hợp lý, lại làm cho người ta cất giữ, thì dễ rách nát. Kẻ làm giả mạo thì không thể bắt hết; như vậy không thể làm cho vật giá trung bình mà dân thông dụng được. Quý Ly không xét đến sự lợi hại, chỉ mộ cái hư danh là sáng tác, làm ra tiền giấy, rồi cũng úng tắc ngay, không lưu thông được, chỉ làm cho dân xôn xao, không phải là chế độ để làm cho nước được bình trị

## Các đồng tiền thời Hồ
Thông bảo hội sao
Tiền giấy "Thông bảo hội sao" nhà Hồ vốn được phát hành từ năm 1396 cuối thời Trần và khi nhà Hồ thành lập đã được duy trì, bao gồm các loại như sau:
- 10 đồng vẽ rau rong
- loại 30 đồng vẽ thủy ba
- loại một tiền vẽ đám mây
- loại hai tiền vẽ con rùa
- loại ba tiền vẽ con lân
- loại 5 tiền vẽ con phượng
- loại một quan vẽ con rồng.

Thánh Nguyên thông bảo
Tuy phát hành tiền giấy Thông bảo hội sao và đổi thu hồi tiền kim loại về, song có thể Hồ Quý Ly cũng cho phát hành một lượng nhất định tiền kim loại mang niên hiệu Thánh Nguyên (1400-1401) của mình. Khảo cổ học đã phát hiện được ở Việt Nam nhiều đồng tiền kim loại Thánh Nguyên thông bảo.
Tiền kim loại Thánh Nguyên thông bảo có hình tròn, lỗ vuông, kích thước nhỏ (đường kính từ 19 đến 20 mm), mỏng. Mặt trước có bốn chữ Thái Nguyên thông bảo đọc chéo từ trên xuống và từ phải qua trái, gờ viền mép và lỗ rõ ràng. Nhưng mặt sau lại để trơn và không có gờ và viền mép hay lỗ.
Một trong các mục đích phát hành tiền kim loại Thánh Nguyên thông bảo là để quảng bá niên hiệu Thánh Nguyên của vua triều đại mới.